# Нріпутунгаварман
Нріпутунгаварман (там. நிருபதுங்கவர்மன்) — паракесарі Паллавів у 869—880 роках. Відомий також як Нріпатунг та Нірупатхунган.

## Життєпис
Син правителя Нанді-вармана III від його старшої дружини. 869 року успадкував владу. Невдовзі розділив володіння з братом Сканда-варманом, що отримав північну частину. Активно підтримував зведення храмів Вішну, насамперед в містах Намаккал і Уккал. Напис тамільською й санскритом на мідній пластині, датований 8-м роком правління (бл. 877 рік) був знайдений у Бахурі в 1879 році. Він описує надання доходу від 3 сіл навчальному закладу в Бахурі.
Наприкінці 870-х років проти нього повстав небіж Апараджітхаварман (ймовірно на той час Камбаварман вже помер). Нріпутунгаварман уклав союз з Варагунаварманом II, володарем Пандьї. Його супротивник заручився підтримкою держав Чола і Конгу. 880 року у вирішальній битві біля Кумбаконама Нріпутунгаварман зазнав поразки, внаслідок чого змушений був тікати до держави Пандья. Подальші спроби його відновитися на троні не мали успіху.